# Jungle Trailblazer (Oriental Heritage, Wuhu)
Jungle Trailblazer, chinesisch: 丛林飞龙, ist eine Holzachterbahn der Designer „The Gravity Group“ im Oriental Heritage bei Wuhu in China, die am 16. August 2015 eröffnet wurde.
Die 1057 m lange Strecke erreicht eine Höhe von 33,4 m und besitzt eine 32,9 m hohe erste Abfahrt von 60°. Außerdem besitzt die Strecke als Inversion einen Korkenzieher.

## Züge
Jungle Trailblazer besitzt zwei Züge vom Hersteller Gravitykraft Corporation mit jeweils zwölf Wagen. In jedem Wagen können zwei Personen (eine Reihe) Platz nehmen.